# تيمور فالييف
تيمور أرسينوفيتش فالييف (بالإنجليزية: Timur Arsenovich Valiev؛ مواليد 19 يناير 1990) هو مُقاتل فنون قتالية مختلطة روسي.

## وصلات خارجية
- تيمور فالييف على موقع يو إف سي (الإنجليزية)
- تيمور فالييف على موقع شيردوغ (الإنجليزية)
- تيمور فالييف على موقع Tapology.com (الإنجليزية)
- تيمور فالييف على موقع IMDb (الإنجليزية)